# Karl-Heinz Wever
Karl-Heinz Wever (* 20. Juni 1918 in Koblenz) ist ein ehemaliger deutscher Diplomat, der unter anderem zwischen 1961 und 1964 Botschafter der Bundesrepublik Deutschland in Guinea sowie von 1968 bis 1973 Botschafter in Sambia und zugleich zwischen 1968 und 1973 Botschafter in Botswana war. Des Weiteren war er von 1968 bis 1971 Botschafter in Lesotho.

## Leben
Wever absolvierte ein Studium und fand als Mitarbeiter des Höheren Auswärtigen Dienstes Verwendung in der Zentrale des Auswärtigen Amtes in Bonn sowie in verschiedenen Auslandsvertretungen wie zum Beispiel von 1957 bis 1959 als Konsul in Bordeaux. Danach war er von 1959 bis 1962 Legationsrat und Ständiger Vertreter des Botschafters in Irland. Daraufhin wurde er im November 1961 als Nachfolger von Herbert Schröder zum Botschafter der Bundesrepublik Deutschland in Guinea ernannt und übergab am 9. April 1962 sein Beglaubigungsschreiben an Präsident Ahmed Sékou Touré. Er bekleidete diesen Posten bis 1966, woraufhin er durch Walter Haas abgelöst wurde. Im Anschluss war er zunächst als Legationsrat Erster Klasse sowie stellvertretender Leiter des Referats „Afrika südlich der Sahara“ im Auswärtigen Amt tätig und wurde als solcher am 30. August 1966 zum Vortragenden Legationsrat befördert. Zuletzt war er Vortragender Legationsrat Erster Klasse.
Im Januar 1968 wurde Wever Botschafter in Sambia und trat dieses Amt am 8. Mai 1968 an. Er verblieb in dieser Funktion bis zu seiner Ablösung durch Friedrich Landau 1973. Zugleich war er als solcher auch von 1968 bis 1973 als Botschafter in Botswana akkreditiert. Des Weiteren wurde er 1968 erster Botschafter in Lesotho und übte dieses Amt bis zum 30. Juni 1971, als die Bundesrepublik nach innenpolitischen Spannungen und der Ausrufung des Notstandes die Botschaft schloss.
Danach war er als Nachfolger von Wilhelm Haas zwischen 1973 und seiner Ablösung durch Alfred Vestring 1977 Leiter des Referats „West- und Zentralafrika“ im Auswärtigen Amt. Im Anschluss fungierte er noch zwischen dem 22. März 1978 und seinem Eintritt in den Ruhestand 1983 als Generalkonsul in Seattle. Sein Konsularbezirk war zuständig für die US-Bundesstaaten Alaska, Idaho, Montana, Oregon und Washington.